# 达尔文 (澳大利亚)
达尔文（英語：Darwin），又譯達爾溫，是位于澳大利亚西北海岸的主要城市，北領地的首府，全國第16大城市，人口約15万人（2016年），属于热带气候，经常受到雷暴和龙卷风的侵袭，最早有记录的熱帶氣旋发生在1867年，1974年12月25日的強烈熱帶氣旋特雷西几乎毁灭了整个城市。
达尔文也是唯一经歷過現代战争的澳大利亚城市。在第二次世界大战中，澳大利亚本土捲入戰爭，從1942年2月19日，日本帝國进行了两次轰炸侵略行動開始，此后，达尔文遭受過日軍63次轰炸。
达尔文是澳大利亚原住民居民最集中的城市，还有很大一部分居民是从东南亚和东亚移居的移民，所以达尔文被称为是“澳大利亚多元文化的首府”，由于它距离亚洲最近，所以是重要的出口港口，主要出口活牲畜（牛、羊）和矿物。达尔文也是澳大利亚重要的军事基地（达尔文基地）和北部海岸巡逻艇的基地。

## 历史

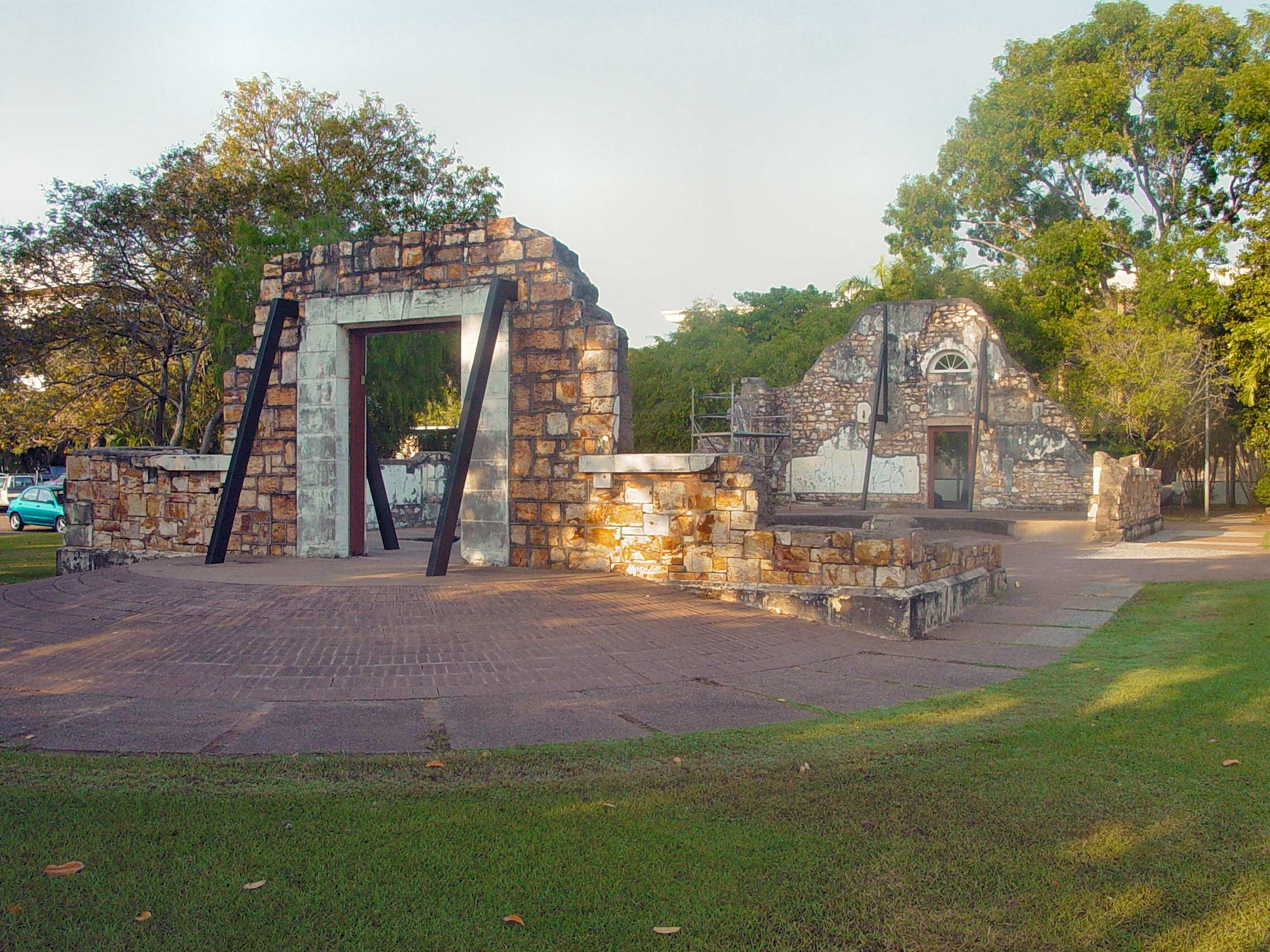
帕尔摩斯顿议会遗址

达尔文是于1839年被英国生物学家查尔斯·达尔文考察南太平洋时掌舵的船长以他的名字命名的。1869年只有135人定居在此，属于南澳大利亚州，以当时英国首相命名为帕尔摩斯顿，1870年设立了第一条和南部连接的电报线，1880年金矿的发现使达尔文迅速繁荣起来，1911年设立北領地，正式定名为达尔文市。
在第二次世界大戰太平洋戰爭中，1942年242架日本帝国轟炸機对达尔文进行了两轮轰炸，极大地破坏了城市，导致243人被炸死，以后又受到了一系列的轰炸。
1974年12月25日的強烈熱帶氣旋特雷西，导致50人死亡，70%的城市建筑被毁，有3万人被空运撤离。以后城市几乎全部重建，1980年代在南部20公里又建立了一个卫星城。
1989年8月，當時在香港的一個組織「居留權代表團」提出租借達爾文作為建設「新香港」的建議，惟建議最終不了了之。
2006年12月，阿德萊德至達爾文的鐵路完工通車，直接贯通两州首府。這裏有船到達東帝汶帝力。
2015年10月13日，中國企業岚桥集团獲得達爾文港99年租賃權。
2021年5月，澳洲政府重新審核2015年與中國簽定有關達爾文港的99年港口租賃合約，檢視是否打算以國家安全為由，迫使嵐橋集團放棄相關擁有權。2023年10月，澳大利亚决定中国公司可以继续运营达尔文港。

## 地理和气候

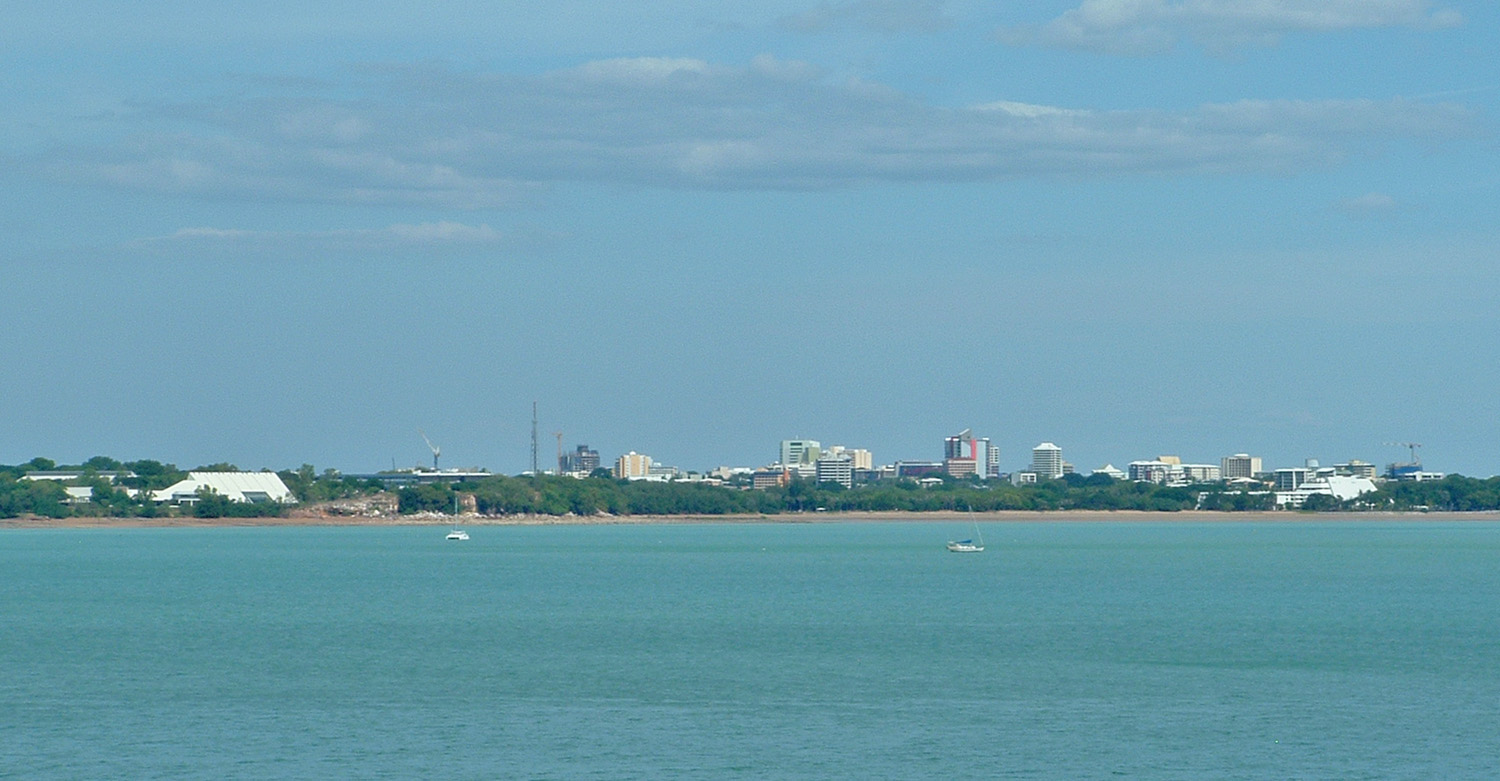
達爾文海岸

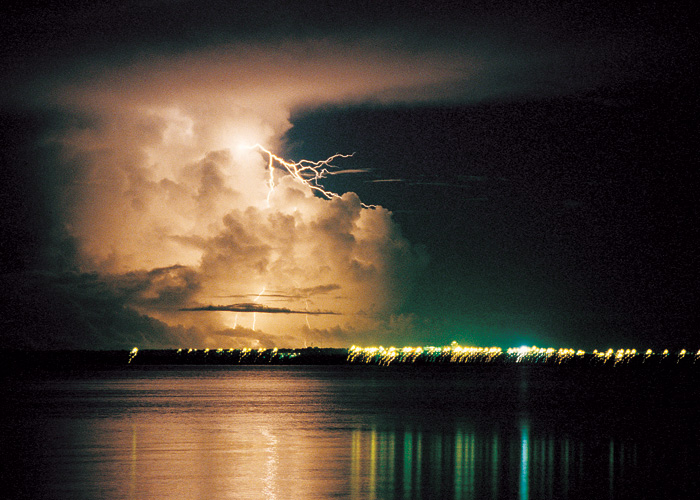
2007年1月份達爾文的雷暴

达尔文與三个外國的首都距離還比距離自己的首都近。达尔文距澳洲首都堪培拉3,144公里，距离巴布亚新几内亚首都莫尔兹比港1,818公里，距离东帝汶首都帝力只有656公里，距离印度尼西亚首都雅加达2,735公里。即使距离菲律宾首都马尼拉也只有3,206公里，距离新加坡3360公里。
达尔文屬热带草原氣候（柯本氣候分類法：Aw），一年之中只分为雨季和旱季，旱季为5月至9月，6月和7月是最凉的月份，气温为15 到35℃，雨季时常有热带风暴，降水最多的是12月至3月期间，这段期间湿度超过70%，常发生雷暴。
- 1月份平均最高温度为32℃。
- 1月份平均最低温度为24℃。
- 7月份平均最高温度为30℃。
- 7月份平均最低温度为20℃。
- 全年平均降水1,669mm。
- 降水量最高的1月份，平均降水为422 mm。
- 全年降雨日110天。

| 達爾文機場（1941年至今） | 達爾文機場（1941年至今） | 達爾文機場（1941年至今） | 達爾文機場（1941年至今） | 達爾文機場（1941年至今） | 達爾文機場（1941年至今） | 達爾文機場（1941年至今） | 達爾文機場（1941年至今） | 達爾文機場（1941年至今） | 達爾文機場（1941年至今） | 達爾文機場（1941年至今） | 達爾文機場（1941年至今） | 達爾文機場（1941年至今） | 達爾文機場（1941年至今） |
| 月份                     | 1月                      | 2月                      | 3月                      | 4月                      | 5月                      | 6月                      | 7月                      | 8月                      | 9月                      | 10月                     | 11月                     | 12月                     | 全年                     |
| ------------------------ | ------------------------ | ------------------------ | ------------------------ | ------------------------ | ------------------------ | ------------------------ | ------------------------ | ------------------------ | ------------------------ | ------------------------ | ------------------------ | ------------------------ | ------------------------ |
| 历史最高温 °C（°F）      | 36.1 (97.0)              | 36.0 (96.8)              | 36.0 (96.8)              | 36.7 (98.1)              | 36.0 (96.8)              | 34.6 (94.3)              | 34.8 (94.6)              | 37.0 (98.6)              | 37.7 (99.9)              | 38.9 (102.0)             | 37.3 (99.1)              | 37.0 (98.6)              | 38.9 (102.0)             |
| 平均高温 °C（°F）        | 31.8 (89.2)              | 31.4 (88.5)              | 31.9 (89.4)              | 32.7 (90.9)              | 32.0 (89.6)              | 30.7 (87.3)              | 30.6 (87.1)              | 31.4 (88.5)              | 32.6 (90.7)              | 33.3 (91.9)              | 33.3 (91.9)              | 32.6 (90.7)              | 32.0 (89.6)              |
| 平均低温 °C（°F）        | 24.8 (76.6)              | 24.7 (76.5)              | 24.6 (76.3)              | 24.0 (75.2)              | 22.1 (71.8)              | 19.9 (67.8)              | 19.3 (66.7)              | 20.3 (68.5)              | 23.0 (73.4)              | 24.9 (76.8)              | 25.3 (77.5)              | 25.3 (77.5)              | 23.2 (73.8)              |
| 历史最低温 °C（°F）      | 20.2 (68.4)              | 17.2 (63.0)              | 19.2 (66.6)              | 16.0 (60.8)              | 13.8 (56.8)              | 12.1 (53.8)              | 10.4 (50.7)              | 13.0 (55.4)              | 14.3 (57.7)              | 19.0 (66.2)              | 19.3 (66.7)              | 19.8 (67.6)              | 10.4 (50.7)              |
| 平均降雨量 mm（）        | 423.7 (16.68)            | 371.3 (14.62)            | 315.2 (12.41)            | 100.4 (3.95)             | 21.6 (0.85)              | 1.8 (0.07)               | 1.1 (0.04)               | 4.8 (0.19)               | 15.8 (0.62)              | 70.3 (2.77)              | 141.3 (5.56)             | 252.4 (9.94)             | 1,719.7 (67.7)           |
| 平均降雨天数             | 21.3                     | 20.4                     | 19.5                     | 9.2                      | 2.3                      | 0.6                      | 0.4                      | 0.6                      | 2.4                      | 6.9                      | 12.4                     | 16.9                     | 112.9                    |
| 平均午後相對濕度（％）   | 70                       | 72                       | 67                       | 52                       | 43                       | 38                       | 37                       | 40                       | 47                       | 52                       | 58                       | 65                       | 53                       |
| 月均日照時數             | 176.7                    | 162.4                    | 210.8                    | 261.0                    | 297.6                    | 297.0                    | 313.1                    | 319.3                    | 297.0                    | 291.4                    | 252.0                    | 213.9                    | 3,092.2                  |
| 来源：                   |                          |                          |                          |                          |                          |                          |                          |                          |                          |                          |                          |                          |                          |

## 政府

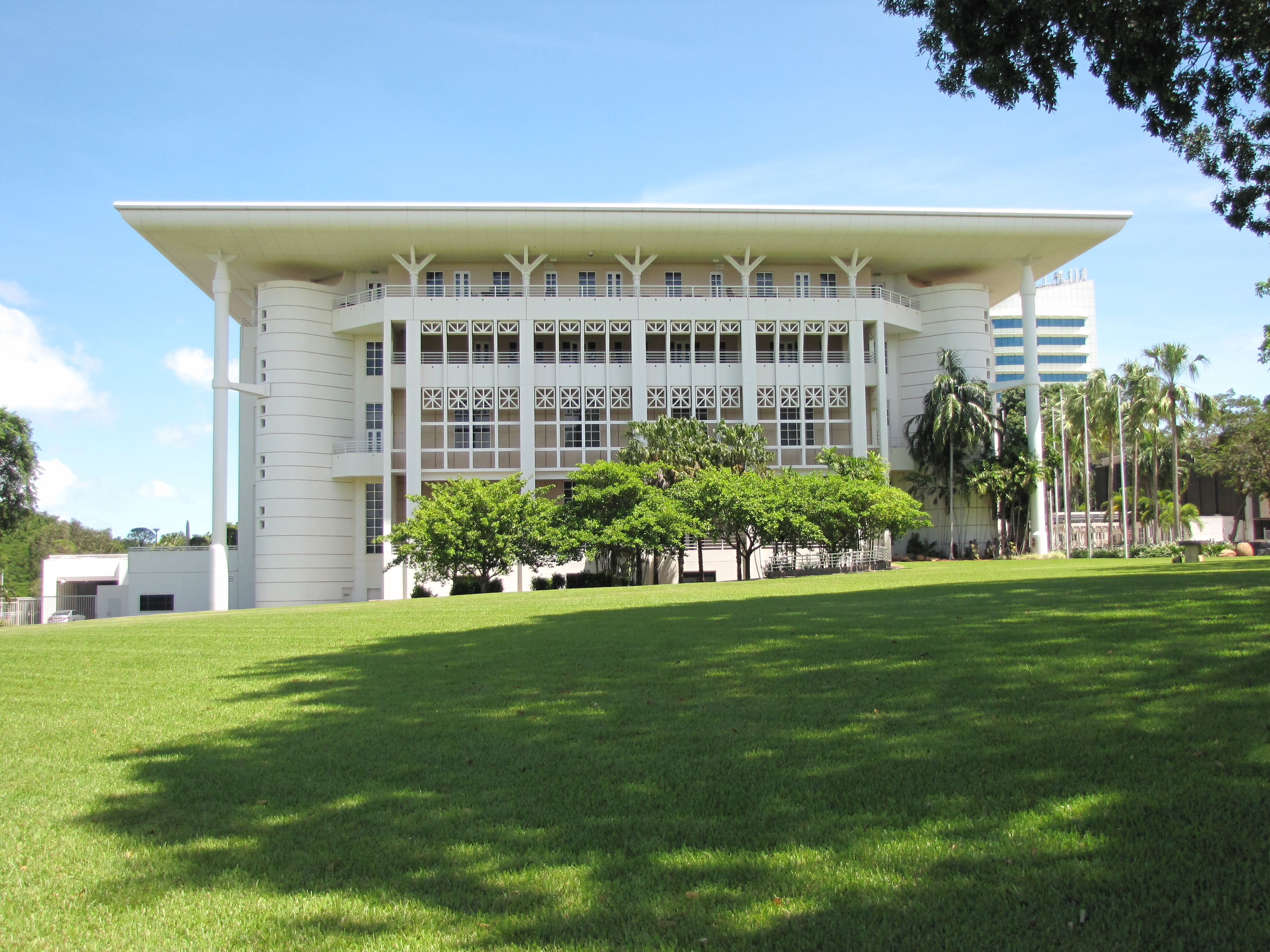
北領地议会

北領地的议会就是设在达尔文，达尔文的行政职能自1957年后即由市议会执行，市议会由市长和12名市议员组成，四个选区，每个选区选举3名市议员。

## 经济

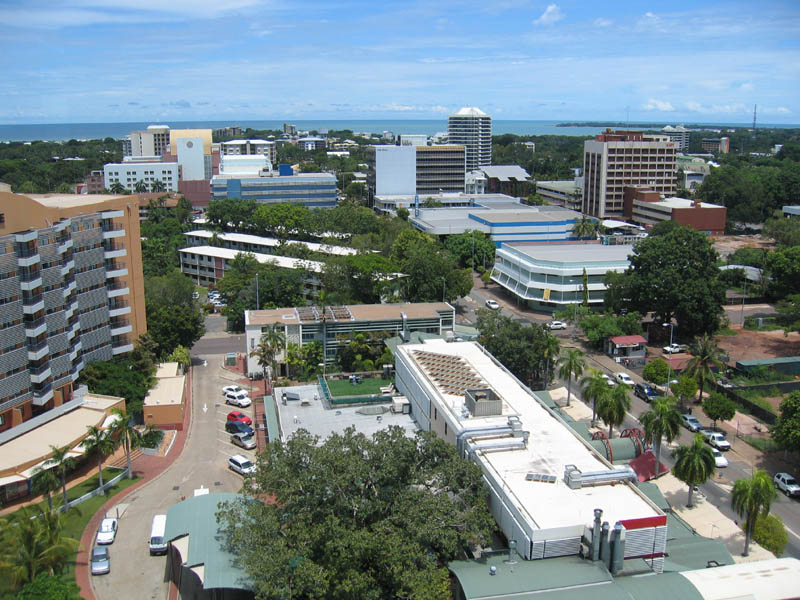
2005年达尔文市商业区

达尔文的经济支柱主要是采矿业和旅游业，采矿业每年产值为28亿美元，主要矿产为黄金、铝土、锰，海中的油气田和海底铀矿。8%的达尔文居民从事旅游业，旅游业还有很好的扩展前景。驻军和军事设施也雇佣许多达尔文居民并促使经济增长，为了维护东帝汶治安，澳大利亚在达尔文的驻军在2001年已经达到11,000人，纵贯南北的铁路也增加了和亚洲之间的贸易，使得达尔文的港口地位日益重要。
2005年有两个重要项目动工，一个是威克曼天然气工厂，预计2006年投产；另一个是扩建斯托山码头，刚开始动工；还有一个中国城项目已经完工建成，2007年已有部分商户和政府办公机构入住。

2015年10月13日，澳大利亚北领地政府与岚桥集团签署租赁权协议，将达尔文港码头以及达尔文海上供应基地和福特山等码头设施等租赁给岚桥集团，租期為99年。
2022年澳洲總理安東尼·艾班尼斯宣布基於國安考量，重新審查此協議。

## 人口
達爾文歐裔澳大利亞人（不分國家）占36.9%，英格蘭裔澳大利亞人占26%，澳大利亞原住民占9.7%，其他主要人口還包括愛爾蘭裔澳大利亞人（8%）、蘇格蘭裔澳大利亞人（7%）、華人（3%）、希臘裔澳大利亞人（2.4%）、意大利裔澳大利亞人（2%）。其中原住民人口所佔比重是澳大利亞各州首府中最高的。

### 宗教
49.5%的達爾文人信仰基督宗教，其中21.5%信仰天主教、12.3%信仰英國國教、2.6%信仰希臘正教。

## 教育
根据2001年的统计资料，全市有35所小学12所中学，小学在学生为6441人，中学在学生为3943人（其中公立学校2825人，私立学校1118人），全澳大利亚境内都承认北領地颁发的中学毕业证書（NTCET）。
主要的大学是查爾斯達爾文大學，在北領地各地有许多分校，中心校区在达尔文市区，有19000学生。

## 文化

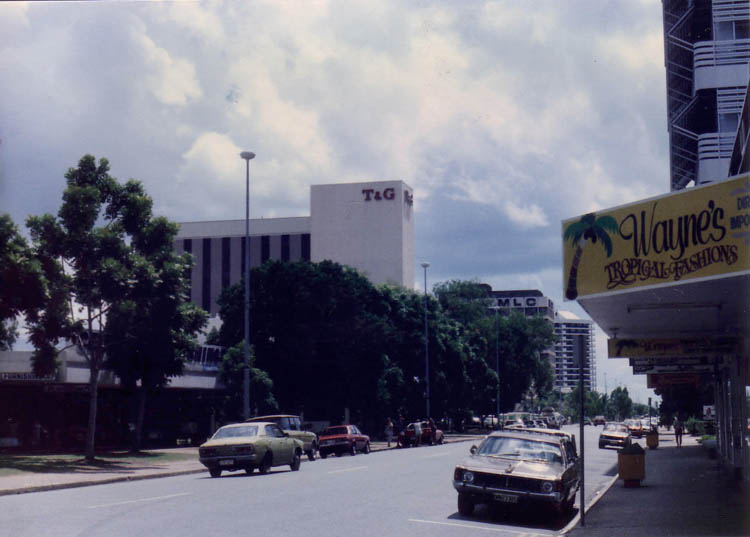
1986年 达尔文街景

达尔文是“通往亚洲的大门”，是多元文化的典型，全市人口包括有75个民族，米切尔路是夜总会和餐馆集中的街，有许多露天餐馆。
每年举办“达尔文节”，包括戏剧、音乐、电影等；每年8月举办“啤酒罐船比赛”，用啤酒罐做的船划船比赛，还有达尔文杯赛马也在8月举行。
有大型水族馆的“印度太平洋海洋公園”也座落在达尔文，已於2021年11月28日關閉停業。同地址正在建造『拉拉基亞文化中心』。

## 友好城市
- 希腊 卡林諾斯島
- 美国 安科雷季
- 印度尼西亚 安汶
- 中國 海口
- 东帝汶 帝力